# Jochen Niemuth
Jochen Niemuth (* 23. April 1958 in Würzburg) ist ein deutscher Künstler und Meditationslehrer.

## Leben
Niemuth lebte in Karlstadt, ging auf das Röntgen-Gymnasium Würzburg und  absolvierte sein Abitur am Friedrich-Koenig-Gymnasium in Würzburg. Er wurde an der Julius-Maximilians-Universität Würzburg in Biologie promoviert und ist seit 1983 Schüler des Zen-Meisters Willigis Jäger.
Im Jahre 2008 war er Zen-Lehrer am Benediktushof Holzkirchen und betreibt ein  Meditationszentrum Zendo am Saupurzel. Als Künstler arbeitet Niemuth als Maler, Fotograf und Schriftsteller. Kunst und Meditation verbindet er in der Mandalamalerei, die er auch in Kursen weitergibt.

## Publikationen
- Das Mandala als Grundstruktur des Universums (von Klaus Holitzka und Jochen Niemuth). Falk, Seeon, 1994, ISBN 978-3-924161-95-8.
- Das Auge der Erleuchtung – Vorträge zum Weg Band 1. Karlstadt 2003, ISBN 978-3-9808818-2-1.
- Der Weg der Freiheit – Vorträge zum Weg Band 2. Karlstadt 2004, ISBN 978-3-9808818-5-2.
- Der Geist der Stille – Vorträge zum Weg Band 3. Karlstadt 2004, ISBN 978-3-9808818-9-0.
- Alles Leben ist heilig – Vorträge zum Weg Band 4. Karlstadt 2006, ISBN 3-9810661-3-8.
- Das Mandala der Liebe – 50 Mandalaabbildungen und Gedichte. Karlstadt 2004, ISBN 978-3-9808818-7-6.
- Lichtraum – 50 Naturaufnahmen und Gedichte. Karlstadt 2007, ISBN 978-3-9810661-6-6.
- Sei einfach glücklich! Karlstadt 2007, ISBN 3-9810661-9-7.